# Rastafarijanstvo
Rastafarijanizam je nastao kao mješavina nekoliko različitih abrahamskih religija i kultura u Jamajci 1930-ih godina. Njegovi običaji, obredi više teže načinu življenja nego religijskim obredima, no opet su vjerski povezani.
Rastafarijanizam je pokret pripadnika crne rase koji prepoznaju Afriku (pogotovo Etiopiju) kao mjesto rođenja čovječanstva. Pokret se javio kao pobuna protiv Babilona (pogrdni naziv za bijelce) iz potrebe crnačkog naroda potisnutog od strane bijelaca da zadrži svoj ponos, pokuša ukloniti ostatke ropstva, te se osloboditi iz kolonija, steći jednaka prava kao i bijelci, dokazati da su i oni ljudi, te da zavrjeđuju slobodu i poštovanje. Oni se zalažu sa slobodu, poštovanje, jednakost svih ljudi i mir, te imaju snažan osjećaj zajednice. No iako rastafarijanci propovijedaju mir, nenasilje, te da je rastafari vjera za svakoga jer svi potječu iz Afrike, ne samo crnce, ona je iznikla upravo zbog mržnje prema bijelcima, te i dan danas nosi ožiljke toga. Rastafarijanizam je vec i po svojoj definiciji religija potlacenih, izrabljenih.
Procjenjuje se da u svijetu ima otprilike milijun rastafarijanaca. To je patrijarhalan pokret, društvo gdje žene imaju sporednu ulogu. Žene su identificirane samo kao supruge rastafarijanaca. Smatrali su da žena može doživjeti rastafari vjeru samo kroz muškarca. Mogle su pristupiti zajednici samo uz muškarca. Tokom vremena izborile su se za veći status i slobodu, no uloga im je još uvijek sporedna. Tradicionalni rastafarijanci žive u zajednicama, komunama u šumama i selima Jamajke, dok raste pripadnici srednjeg staleža, uzimaju samo neka od obilježja rastafarijanaca. 
Rastafarijanizam je mješavina i kršćanstva i judaizma, te nekih narodnih predaja, legendi i mitova. Rastafarijanci vjeruju da su oni potomci 12 izraelskih plemena. Štuju židovskog boga kojeg nazivaju Jah. Nemaju svećenike već starješine s mudrošću i iskustvom, niti crkvu, jer je crkva u svakom čovjeku. Rastafarijanci vjeruju da je rajski vrt ustvari u Etiopiji, da su oni potomci i pripadnici 12 izraelskih plemena. Vjeruju da je svijet bijelaca bezbožan i da će se crnci na kraju vratiti u Afriku te ostvariti svoju slobodu. Ne vjeruju u zagrobni život niti pakao. Raste vjeruju da su njihovi preci učinili nešto, čime su uvrijedili Jaha, i da ih je to otjeralo u ropstvo, no vjeruju da će Jah poslati znak i pomoći povrataku njegovih vjernika u Etiopiju, njihovu domovinu. Raste u principu ne slave nikakve blagdane, jedino etiopsku Novu godinu (17.9.) i etiopski Božić (6.1.).

## Osnivanje rastafarijanizma
Rastafarijanizam se prvotno javlja na Jamajci, te je usko povezan s Marcusom Garveyem i njegovom filozofijom. Marcus Garvey je 1914. osnovao organizaciju UNIA (Univerzalna organizacija za poboljšanje položaja crnaca ). Garvey je smatrao da bi se svi crnci trebali vratiti u Afriku, jer od tamo zapravo potječu. Naglašavao je vjeru u jednog Boga, boga Afrike, boga Jaha. Govorio je crncima da se upoznaju s prastarom povijesti i njihovim bogatim kulturnim nasljeđem. 
Najvažniji događaj i razdoblje osnivanja rastafari vjere bila je 1930. godina. Naime, Marcus Garvey je jednom prilikom nakon sna prorekao: Pogledajte u Afriku. Tamo crni kralj će se okruniti, jer dan oslobođenja je nadomak ruke., i zato mnogi smatraju se datum rođenja pokreta može smjestiti u Etiopiju 2.11.1930., kada princ Ras Tafari Makonnen (inače posljednji car Etiopije) biva proglašen vladarom Etiopije. Raste ove riječi shvaćaju kao proročanstvo koje se obistinilo i zato poštuju Garveyja kao proroka. Sam Garvey se, međutim, nije divio caru Ras Tafariju i napadao je Raste kao zanesenjake.
Ras Tafari potom uzima naziv Haile Selassie I. od Etiopije. On također uzima titulu Kralja svih Kraljeva, Gospodara svih Gospodara, Izabranik Boga, pobjedonosni Lav plemena Judinoga., jer tvrdi da je 225. potomak kralja Solomona. Rastafarijanci, Raste, Rastafi, Rastafari ga smatraju za svojeg 4. mesiju (osim njega to su bili Mojsije, Ilija i Isus Krist), za živu manifestaciju boga Jaha. Po njemu je rastafarijanizam i dobio ime. Nakon Selassievog okrunjenja rastafari pokret je skupio svoje sljedbenike i službeno započeo. Sam Selassie nije bio rastafarijanac, niti je poznato što je on zapravo mislio o pokretu i svojim sljedbenicima. Prvi rastafarijanci su iznikli iz najgoreg šljama, najniže klase koja je često trpjela maltretiranja, zlostavljanja, te zatvaranje u zatvore. Pokret je prošao kroz relativno mirno razdoblje tijekom 1930-ih i 1940-ih. No od 1950-ih prema 1970-ima pokret je počeo buktati, te trpjeti sve više progona i zatvaranja od srednje klase jamajčanskog društva i vlasti. Ovo je bilo usko vezano sa sve izraženijim crnačkim pokretom u Americi, ali i diljem svijeta. Rastafari pokret je počeo primati sve više sljedbenika u SAD-u i Engleskoj. 1970-ih pokret se drastično promovira zahvaljujući usponu reggae glazbe i najpoznatijeg predstavnika reggaea Boba Marleya.

## Predstavnici
- Marcus Garvey

## Obilježja rastafarijanizma

### Simboli
Zelenu, žutu i crvenu boju sa zastave Etiopije prihvatili su raste kao svoje boje. Tome su dodali i crnu boju koja se pojavljuje na zastavi koju je dizajnirao Marcus Garvey. Rasta zastava rastafarijancima predstavlja simbol patnje crnog naroda. Crna boja je boja Afrikanaca. Crvena predstavlja krv crnog naroda koja se prolijevala stoljećima, žuta označava ukradeno zlato, a zelena označava izgubljenu zemlju Afrike. Na zastavi se često može vidjeti i prikaz lava. On simbolizira kraljevsko podrijetlo Haile Selassiea, snagu crnog naroda, hrabrost, no također se može uzeti i kao metafora za krvoločnost, simbol predatora nad plijenom, dominaciju, u ovom slučaju bijelaca nad crncima.
Rastafarijancima je također važna Davidova zvijezda. Davidova zvijezda se uzima kao simbol veze između Haile Selassiea i kralja Davida, no i kao simbol progonstva crnaca kao što su bili proganjani i Izraelci, a Davidova zvijezda je simbol Izraela.
Važne su im i dvije svete knjige: Kebra Nagast i Holy Piby.
Holy Piby, također poznata pod nazivom  Crnačka Biblija  smatra se spisom najbližim originalnoj Bibliji. Oni smatraju da je prvotna Biblija promijenjena od strane Babilona kako bi se zanijekali dokazi o uzvišenosti crne rase, te porocima bijele rase. 
Kebra Nagast, također poznata pod nazivom  Knjiga slave kraljeva Etiopije  je izvoran spis legende koja potvrđuje Haile Selassiea kao potomka kralja Solomona, te prikazuje povijest Solomonske loze. Ona se smatra glavnim prikazom preobraćenja etiopskog naroda od štovanja sunca, mjeseca i zvijezda na štovanje Boga, tj. prelazak na monoteističko vjerovanje u jedno vrhunsko transcendentalno biće. Nije poznato točno vrijeme njezina nastanka, niti tko ju je napisao, no nagađa se da je nastala u periodu od 1270. – 1285. godine.

### Dreadlocks
Dreadlocksi predstavljaju korijene rastafarijanaca, povezanost sa zemljom, kontrast bijelčevoj plavoj kosi i kulturi. Također predstavljaju grivu lava, dakle simbol Afrike. Jedan biblijski fragment im također zabranjuje da režu ili briju glavu;  Oni neće biti ćelavi, niti obrijati djelić brade, niti ikad zarezati u meso (Leviticus 21:5).  Također, draedlocksi nisu obaveza za raste, pa tako postoje raste bez njih, i ne-raste s njima.

### Ganja (marihuana)
Ganju, marihuanu, travu, kanabis rastafarijanci također nazivaju  Svetom biljkom , je legenda kaže da je biljka nađena na grobu kralja Solomona. 'Ganja nije specifična samo za rasta pokret, kao religijski pojam, ona se i prije već među jamajčanskim narodom koristila u medicinske svrhe, kao dio kuhinje, za izradu odjeće, čajeve… Ganja se koristi u ceremonijalne svrhe, jer njena opojnost mijenja pogled svijesti, pruža nadahnuće iznutra, služi kao sredstvo meditacije.Ona ima širok raspon upotrebe; koristi se u medicini (npr. kod astme ), njene sjemenke se koriste u prehrambene svrhe, od njih se može dobiti i ulje, također se koristi za dobivanje papira, sapuna, užadi, odjeće, boje… Njeno korištenje je uvijek bilo kontroverzno zbog njene ilegalnosti. Zapravo je tako i počela njena konzumacija među rastama. Naime, ona je već i prije osnutka pokreta bila proglašena ilegalnom, a njena konzumacija zabranjena, te su rastafari njenom konzumacijom htjeli napakostiti vlastima, te se tako njena uporaba sve više popularizirala i proširila.

### Ital
Ital je vrsta kuhinje specifična za rastafarijance. Vrlo je slična vegetarijanskoj prehrani, a sam naziv potječe od riječi vitalan, dakle zdrav, prirodan. Raste smatraju da je naše tijelo hram, te da se ne smije jesti nečistu hranu, moramo se brinuti o našem tijelu. Njihova prehrana ne sadrži sol, kemikalije, konzervanse, meso, mlijeko i mliječne proizvode, alkohol, cigarete, drogu (iako je konzumacija marihuane sporna ). Uvelike koriste sjemenke konoplje koju koriste za dobivanje ulja za kuhanje, te ih koriste i kao začin i čaj. Također kuhaju i na kokosovom mlijeku. Ne piju alkohol, samo čistu vodu, voćne sokove i ponekad čaj. Kao posuđe koriste kokosove ljuske, a žlice su im izrezbareno drvo.

### Patois
Patois je jezik specifičan za Jamajku, to je zapravo spoj engleskog, jamajčanskog i afričkog jezika, a njime se služe i rastafarijanci. 
Izraz 'I and I' (Ja i Ja) se često koristi u govoru. 'I and I' naglašava da nitko nije privilegiran i da su svi ljudi u osnovi jednaki, kao i da je čovjek u jedinstvu s Bogom. 

### Glazba (reggae)
Reggae je glazba temeljena na utjecajima domorodačkog jamajkanskog i afričkog bubnjanja. Reggae je inspiriran rasta pokretom, te se naziva i glazbom crnačkog protesta. Pojavio se tokom 1960-ih na Jamajci. On postaje centrom uzdižuće nacionalne svijesti Jamajkanaca, bili oni raste ili ne. Rastafarijanci su do tada smatrani za otpadnike i kriminalce, ali s dolaskom reggae muzike stvari se mjenjaju. Ubrzo su svi poznatiji reggae glazbenici imali dredove i pjevali o Selasiju. Tokom 1970-ih proširio se u Europu, Ameriku i Afriku. Za to je prije svega zaslužan reggae pjevač Bob Marley, čiji su najpoznatiji hitovi "One love", "Three little birds", Buffalo soldier , Is this love, No woman no cry, i koji je sa svojom grupom prešao na rastafarijansku vjeru, te su ju kroz svoju glazbu promicali.